# Wiera Romanowa
Wiera Konstantynowna Romanowa (ur. 16 lutego 1854 w Petersburgu; zm. 11 kwietnia 1912 w Stuttgarcie), wielka księżna Rosji, księżna Wirtembergii.

## Życiorys
Wielka księżna Wiera była córką wielkiego księcia Konstantego Mikołajewicza Romanowa i wielkiej księżnej Aleksandry Józefownej, urodzonej jako księżniczka Sachsen-Altenburg.
Wielka księżna Wiera przez krótki czas mieszkała w Warszawie, jej ojciec był namiestnikiem Królestwa Polskiego od 1862 do 31 października 1863.
Wiera była "trudnym dzieckiem" dlatego jej rodzice zdecydowali się wysłać ją do Wirtembergii, by tam zaopiekowali się nią jej wujostwo Karol, król Wirtembergii, i jego żona Olga Nikołajewna. Król Karol i królowa Olga adoptowali Wierę w 1871 roku.

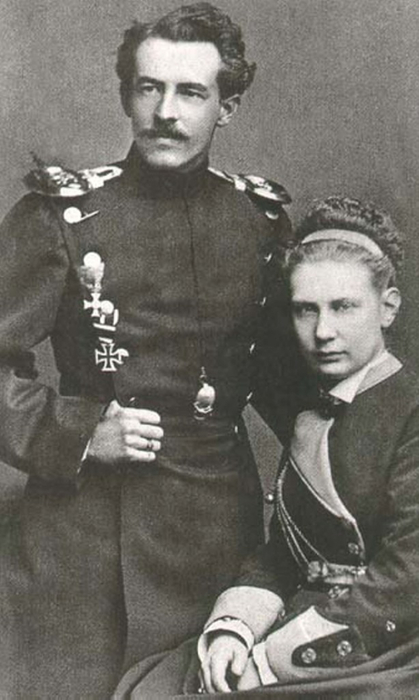
Wielka księżna Wiera z mężem

8 maja 1874 roku w Stuttgarcie wyszła za mąż za Eugeniusza, syna księcia Eugeniusza Erdmanna Wirtemberskiego i księżnej Matyldy, z domu księżniczki Schaumburg-Lippe. Król i królowa specjalnie zaaranżowali małżeństwo z wirtemberskim księciem, aby Wiera nie musiała opuszczać Wirtembergii. Mąż wielkiej księżnej zmarł po trzech latach małżeństwa. Wiera postanowiła pozostać w Wirtembergii, w kraju, który traktowała jak swój własny, gdzie była również pod opieką króla. Jednakże często odwiedzała swoich krewnych w Rosji.
Po śmierci króla w 1891 roku, Wiera odziedziczyła znaczny majątek, a kiedy zmarła królowa Olga rok później otrzymała Villa Berg w Stuttgarcie. Pisała wiersze, a jej dom był miejscem spotkań kulturalnych i rodzinnych.
Wielka księżna była bardzo popularna w Wirtembergii, gdzie poświęcała się pracy charytatywnej. Pod koniec życia ciężko chorowała i była uważana za ekscentryczkę. Mimo to była lubiana w rodzinie, była znana ze swojego poczucia humoru. W 1909 roku przeszła na luteranizm.

## Dzieci
- Karol Eugeniusz Wirtemberski (ur. 8 kwietnia 1875; zm. 11 listopada 1875)
- Eliza Wirtemberska (ur. 1 marca 1876; zm. 27 maja 1936)
- Olga Wirtemberska (ur. 1 marca 1876; zm. 21 października 1932)